# Parthenium
Parthenium é um género botânico pertencente à família Asteraceae.

## Classificação do gênero
| Sistema | Classificação                     | Referência |
| ------- | --------------------------------- | ---------- |
| Linné   | Classe Monoecia, ordem Pentandria | [ 1 ]      |